# Cyclogomphus gynostylus
Cyclogomphus gynostylus – gatunek ważki z rodziny gadziogłówkowatych (Gomphidae).